# Monumento a Balzac
Il Monumento a Balzac è una scultura in bronzo dello scrittore Honoré de Balzac, commissionata ad Auguste Rodin dalla Société des gens de lettres e realizzata dallo scultore tra il 1891 e il 1897.

## Storia

### Commissione dell'opera
Il primo a lanciare l'idea di un monumento a Balzac fu Alexandre Dumas, subito dopo la morte dello scrittore, avvenuta nel 1850. L'incarico fu commissionato in risposta all'elevata importanza di Balzac, che fu uno dei fondatori della Société des Gens de Lettres e il secondo presidente dell'organizzazione. Il progetto, abbandonato, fu ripreso solo nel 1885, quando Émile Zola, allora presidente della Société, fu contattato da Norbert Gœneutte e Champfleury. La Société des Gens de Lettres inizialmente commissionò un monumento a Balzac allo scultore Henri Chapu, che non fece in tempo a completare l'opera: morì nel 1891. Il progetto prevedeva una statua alta tre metri, da consegnare nel 1893. Zola chiese allora a Rodin di occuparsi del progetto, che accettò con entusiasmo. Tuttavia, l'inaugurazione ufficiale del monumento sulla striscia mediana di boulevard Raspail, il 1º luglio 1939, avvenne più di cinquant'anni dopo l'affidamento dell'incarico a Rodin e vent'anni dopo la sua morte.

### Ricerche e studi per ilBalzac
Invece dei diciotto mesi previsti, Rodin impiegò ben sette anni per terminare l'opera. Ossessionato dal progetto, Rodin compì studi e ricerche iconografiche su tutto ciò che riguardava le rappresentazioni di Balzac, studiandone anche il carattere e la personalità, in modo simile all'approccio dello scrittore allo sviluppo del personaggio.

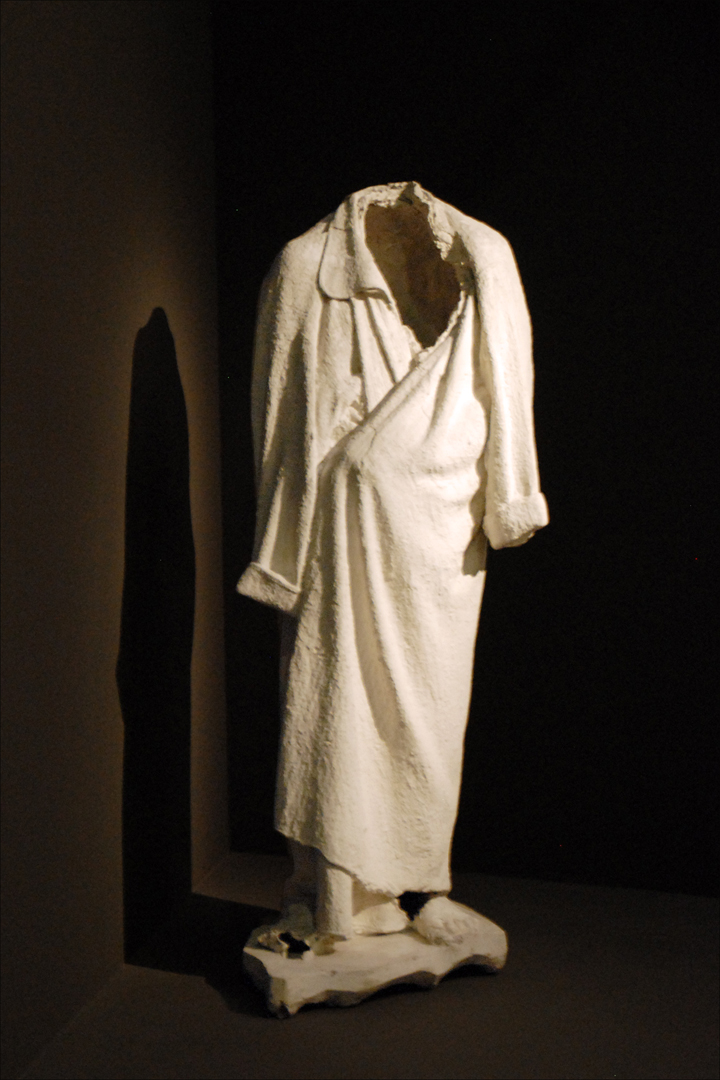
Balzac, Robe de chambre, 1897, gesso di Auguste Rodin. Opera esposta al Centre Pompidou Metz dentro la mostra Chefs d'oeuvre

I documenti in suo possesso erano pochi: un ritratto di Achille Devéria, un pastello di Gérard Séguin, un disegno di Louis Boulanger, una litografia di Émile Lassalle, una medaglia di bronzo di David d'Angers e un ritratto di Bertall. Al Museo di Belle Arti di Tous trovò un ritratto a pastello di Joseph-Désiré Court. Il fotografo Nadar gli affidò un dagherrotipo di Balzac scattato da Bisson nel 1842. Rodin si recò inoltre a Bruxelles per osservare la mano di Balzac fusa dal vero. Infine, lo scultore trovò delle caricature, tra cui una sul Charivari, che mostravano Balzac nel suo solito abito da lavoro: una vestaglia bianca. Trovò uno degli ex sarti di Balzac, ancora in vita, e gli ordinò tutti i tipi di abiti per fissare l'altezza, la silhouette e la corporatura del soggetto. Rodin voleva realizzare un Balzac vestito con un abito da monaco simile alla sua vestaglia. Realizzò un calco in gesso de La Robe de chambre, che misurava 150 × 65 × 146 cm, inizialmente conservato al Musée de Meudon e oggi conservato al Musée Rodin. Si dedicò anche a studi di nudo di Balzac, per il quale realizzò una trentina di tentativi. Gli studi spaziano dal ritratto a figure nude muscolose e anziane, oltre a rappresentazioni umoristiche e distorte con enfasi sessuale. Rodin studiò ripetutamente il mantello e diversi tratti del viso, ricavati dai suoi studi di osservazione e da riferimenti limitati, tra cui un dagherrotipo di Balzac. Ogni schizzo si evolveva e si trasformava in una diversa rappresentazione del romanziere che variava da nudi a figure pesantemente vestite e nascoste. Tra questi:
- una copia conservata al Museo d'Orsay[3];
- un calco in gesso del 1893, senza testa e con le braccia incrociate, di 96 × 40 × 36 cm[10], conservato al Museo di Meudon;
- un calco in gesso del 1893-1895, di 125 × 75 × 80 cm[10];
- un bronzo del 1893, che misura 75 × 30 × 37 cm[11].

Questi studi sono la causa del ritardo dell'opera di Rodin, che doveva essere consegnata il 1º maggio 1893. Dopo una visita allo studio dell'artista, la commissione incaricata di verificare lo stato dell'opera ne uscì sconcertata. Il Comité des gens de lettres rimase sconvolto dall'aspetto incompiuto di questi studi e dal ritardo di Rodin. Tuttavia, grazie all'intervento di Zola, Rodin ottenne due anni in più per il suo lavoro. Ma il mandato di Zola alla guida della Société des gens de lettres volgeva al termine ed egli avvertì il suo successore, il poeta provenzale Jean Aicard:"Ho lasciato in sospeso con la Société una questione burrascosa, quella della statua di Balzac. Ti metterai in un mare di guai, ti avverto in modo amichevole". Così è stato. Una nuova delegazione del comitato, dopo una visita allo studio di Rodin, dichiarò la statua "una massa informe". Nel 1897, la stessa commissione intimò allo scultore di consegnare la statua di Balzac. Finalmente lo fece: la espose al Salon des artistes français nel 1898.

## Descrizione
Rodin costringe lo spettatore a riconoscere il risultato di un processo creativo nell’opera d’arte. Il significato non è predefinito, ma emerge dall’esperienza stessa. La superficie dell’opera diventa il punto di convergenza tra l’azione esterna dell’artista e la traccia del suo lavoro.  Lo scultore infatti non realizza un ritratto tipico di uno scrittore, corredato dai suoi attributi tipici (poltrona, penna, libro...), il suo Balzac è piuttosto una potente evocazione del genio visionario il cui sguardo dominava il mondo.
Nella scultura finale, il corpo del soggetto è avvolto in una veste da camera, con braccia e mani appena visibili che emergono dal vestito per tenerlo fermo. La veste rivela poco della figura sottostante: il tessuto scivola lungo il corpo, dalle spalle ai piedi, mentre le maniche vuote accentuano la verticalità del suo movimento verso il basso. La testa sembra separata dal corpo, quasi vivente "all’apice della figura”, come scrive Rilke, esprimendo alla perfezione il modo in cui Rodin fa scaturire il corpo di Balzac in un gesto unico che diventa una rappresentazione della volontà del soggetto. La superficie momentanea della veste da camera definisce il corpo dello scrittore, modellato come una colonna portante. Questo genio, concentrato nei lineamenti del volto, sembra sostenuto da un atto di determinazione unico. Ne esistono quattro versioni:
- Una è visibile dal 1939 su una striscia mediana al centro di Boulevard Raspail a Parigi[4].
- La seconda si trova nel giardino del Museo Rodin di Parigi.[14]
- La terza si trova nel Hakone Open-Air Museum[15], museo all'aperto di sculture, primo in Giappone.
- L'ultima è nel museo di scultura all'aperto di Middelheim ad Anversa[16].

## Accoglienza e critica

### Lo scandalo in pieno affare Dreyfus

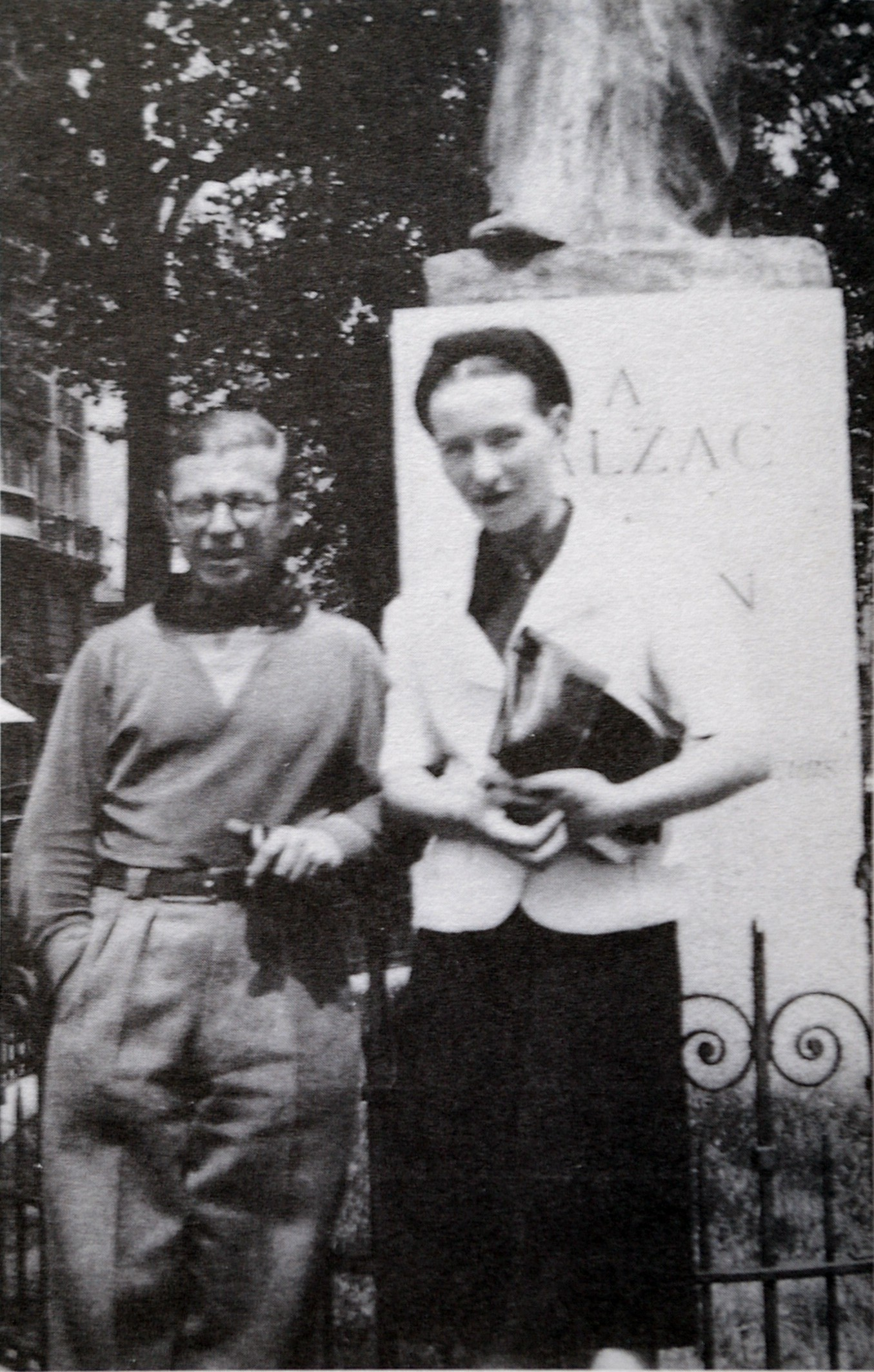
Simone de Beauvoir e Jean-Paul Sartre davanti alla statua in boulevard Raspail, data sconosciuta (statua inaugurata nel 1939).

Quando il Balzac fu esposto nel 1898, le reazioni negative furono inevitabili.Jean Aicard suggerì alla Société des gens de lettres di intervenire personalmente scrivendo a Rodin. L'artista rispose: "L'alta idea che ho della mia responsabilità di artista è sempre stata presente nella mia mente [...] Datemi fiducia e credito". Allo stesso tempo, decise di depositare i diecimila franchi che aveva già ricevuto presso la Cassa dei depositi e prestiti. Lo scandalo fu clamoroso. Jean Aicard, nuovo presidente della Société des gens de lettres, si dimise, mentre venivano lanciate campagne di stampa pro e contro Rodin. La questione del Balzac di Rodin si diffuse rapidamente oltre i circoli artistici e letterari. Uomini come Clemenceau, Zola, Monet, Mallarmé, Gustave Geffroy e altri si schierarono dalla parte di Rodin in quello che oggi è noto come "Affare Rodin". Félicien Champsaur scrisse su Gil Blas: "Non è lecito pronunciare il nome di Rodin senza inchinarsi; i critici fanno la guardia al più grande genio del secolo [...] Rodin, famoso soprattutto per una Porta dell'Inferno che non sarà mai completata e infine per una statua di Balzac che non potrà realizzare [...]". Alfred Duquet, vicepresidente del Comitato, che aveva condotto la lotta contro Rodin fin dall'inizio, pubblicò un documento "che vietava al Signor Rodin di fondere in bronzo il gesso presentato da Rodin ".

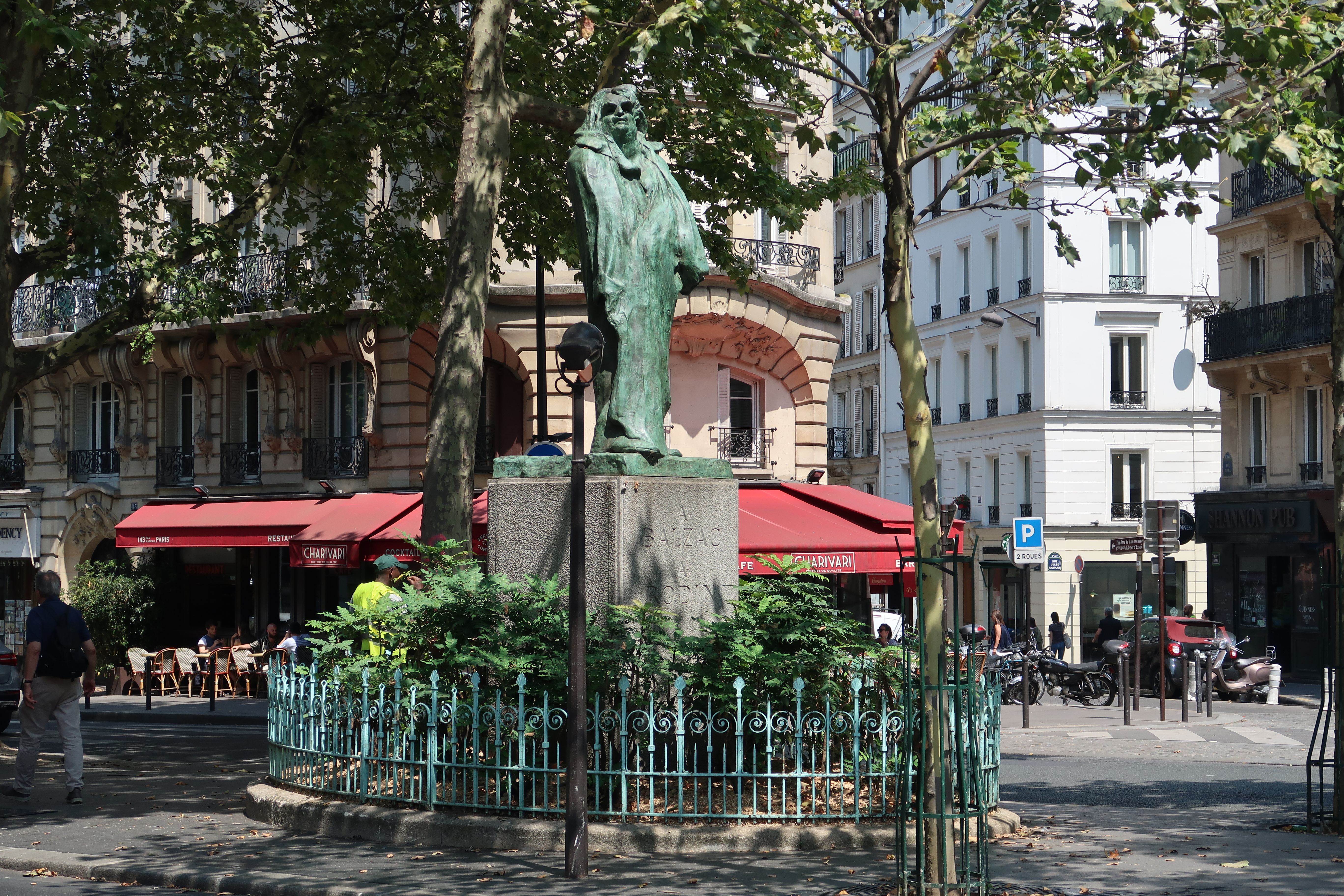
Monumento a Balzac di Auguste Rodin, Boulevard Raspail

Il collezionista francese Auguste Pellerin e l'avvocato belga Edmond Picard si offrono di acquistare l'opera. Gli amici e gli ammiratori di Rodin aprirono una sottoscrizione. Cézanne  fu uno dei sottoscrittori, a dimostrazione che gli amici di Rodin non erano tutti sostenitori di Dreyfus. In effetti, la polemica sul monumento di Rodin a Balzac scoppiò un mese prima della sua condanna, per questo Serge Gérard l'ha descritto come il "secondo affare Dreyfus". Poiché Rodin era amico di Zola, autore del famoso J'accuse, alcuni si scaldarono non per l'opera d'arte, ma per il significato politico che vi vedevano: i sottoscrittori erano presumibilmente tutti sostenitori di Dreyfus. Al contrario, Clemenceau si ritirò dalla lista dei sottoscrittori perché Rodin aveva maldestramente osservato che temeva che tra i suoi finanziatori ci fossero solo sostenitori di Dreyfus.
Rodin rifiutò di lasciarsi coinvolgere in beghe politiche. Restituì le somme ricevute e si ritirò a Meudon. La statua di Balzac fu allora commissionata ad Alexandre Falguière, amico intimo di Rodin, il quale, quando il Balzac di Rodin fu ripresentato al Salon del 1899, sfidò gli spiriti maligni: realizzò un busto di Rodin mentre Rodin realizzò un busto di Falguière, per dimostrare che il litigio sul Balzac di Rodin non aveva intaccato la loro amicizia.

### Il ruolo di Bourdelle nella statua di Balzac
Marie Dormoy, che ha conosciuto Antoine Bourdelle, ha scritto quanto segue nel Mercure de France del 1º maggio 1922:

### Il Fantasma di Balzac

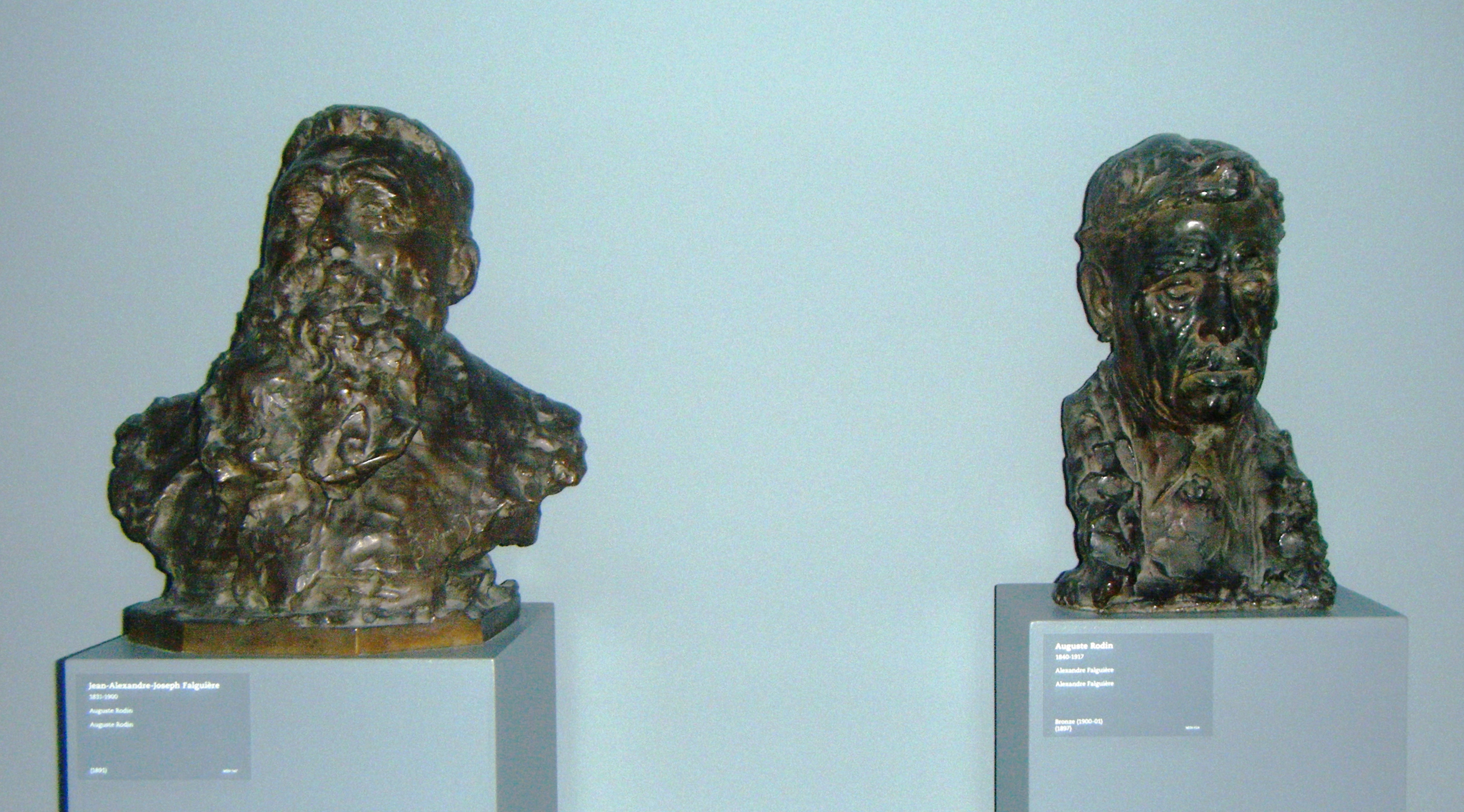
Auguste Rodin di Alexandre Falguière a sinistra, e Falguière di Rodin a destra, glyptothèque Ny Carlsberg (Copenaghen).

Quando nel 1902 fu inaugurato il monumento di Alexandre Falguière a Balzac, Falguière era già morto. Rodin era comunque presente alla cerimonia e tutti gli occhi erano puntati su di lui. Era "l'autore della statua rifiutata". Nel discorso tenuto dal presidente della Société des gens de lettres, il suo nome viene citato come segue: "Il nome di Falguière è troppo grande perché io possa temere di offenderlo facendo il nome di Rodin. È mio dovere. Falguière, se mi ascoltasse, non mi perdonerebbe se non lo facessi [...] perché anche di fronte al Balzac vivente e tangibile che è qui, il fantasma dell'altro persiste, aleggia, ossessiona, è indimenticabile".
I modelli in gesso di Balzac apparvero in rare occasioni e, non appena fu aperto il Musée Rodin all'Hôtel Biron, la statua vi fu esposta. Ma solo nel 1926 fu fusa in bronzo e, grazie all'impegno di Judith Cladel, figlia di Léon Cladel, il Comité de la société des gens de lettres collocò la statua di Balzac nel luogo in cui doveva essere svelata. Il poeta Rainer Maria Rilke, che visse nella Villa des Brillants, racconta la storia del fantasma di Balzac:
"Per anni e anni ha vissuto interamente in questa figura. Visitò il luogo di nascita di Balzac, i paesaggi della Touraine. Leggeva la sua corrispondenza. [...] e lentamente, di forma in forma, la visione di Rodin cresceva. E infine lo vide. Vide un grande corpo con un passo poderosamente allungato che perdeva tutta la sua pesantezza nella caduta del mantello [...] È così che Rodin vide Balzac, in un istante di formidabile concentrazione e di tragica esagerazione, ed è così che lo creò. La visione non è svanita: si è avverata".
Rodin stesso, nonostante i dubbi e le sofferenze, sapeva sempre cosa stava facendo. Confidava agli amici: "Non combatto più per la mia statua, che sa difendersi da sola. Se la verità deve morire, il mio Balzac sarà fatto a pezzi dalle generazioni future. Se la verità è imperitura, prevedo che la mia statua farà molta strada". Quest'opera, che è stata derisa e disprezzata perché non poteva essere distrutta, è il risultato di tutta la mia vita".